# 第2号钢琴协奏曲 (勃拉姆斯)
B♭大調第2號鋼琴協奏曲，作品83，是约翰内斯·勃拉姆斯於1878年開始創作，1881年在維也納附近的普雷斯鮑姆完成，距離他的第一鋼琴協奏曲相隔達22年。這部作品獻給了他的老師：愛德華·馬克森。此曲被认为是勃拉姆斯最艰难钢琴曲目之一。

## 背景

### 首演
在1881年11月9號的布達佩斯，勃拉姆斯擔任鋼琴獨奏，與布達佩斯愛樂樂團第一次公開演出此曲，並取得了很大的成功。 後來勃拉姆斯在歐洲許多城市都舉辦了這首樂曲的演出。

## 分析

### 配器
作品使用的樂器編制如下：
- 獨奏鋼琴

| - 木管 - 長笛：2 - 雙簧管：2 - B♭調單簧管：2 - 低音管：2 | - 銅管 - 法國號：4（B♭調、F調各2） - B♭調小號：2（僅第一、第二樂章） | - 定音鼓（僅第一、第二樂章） | - 弦樂器 |

依照工具書《管弦樂作品手冊》指示，上述之配器可簡記為"2 2 2 2—4 2 0 0—tmp—str"。

### 結構
樂曲有四個樂章，與典型的三個樂章的古典和浪漫派時期的協奏曲不同：
1. 不太快的快板（B♭大調）
2. 熱情的快板（D小調）
3. 行板（B♭大調-F♯大調-B♭大調）
4. 優美的小快板 - 比之前快一些（B♭大調）

額外的樂章使得這一個協奏曲比當時其他協奏曲都長得多，典型的演出會長達約50分鐘。 作品完成後，勃拉姆斯將樂譜給朋友外科醫生兼小提琴家西奧多· 比羅斯。勃拉姆斯曾將最早的兩首弦樂四重奏獻給他。作曲家當時將作品描述成“一些小鋼琴曲”。 勃拉姆斯甚至將風暴般地詼諧曲描述成“小小的一縷詼諧曲”。

第一樂章
作品由法國號開場，為第一樂章提過了大量的主題性的創作材料，樂譜如下：
第一樂章由奏鳴曲式變形成的協奏曲。第一主題由法國號獨奏吹奏出來，鋼琴做回應。在出現位置不尋常的華彩之前，木管樂器繼續介紹出一個小的音樂動機（可能是無意中從他的第二號小夜曲第一樂章開頭借用過來的）。在樂隊的呈示部，全樂團重複主題並引出更多的動機。在轉成F小調之前（由F大調的屬和弦轉入），鋼琴與樂隊融合在一起並發展這些主題於鋼琴的呈式部。之後，鋼琴演奏出一個有力的，具有難度的部分並引出下一個樂隊合奏。進入到發展部，如許多古典時期此類部分一樣，在大力發展主題的同時，由屬調回到主調。再現部的開始，在聽到不同的轉折部分之前，主題再次出現回到之前鋼琴呈示部的部分（這一次是在B♭大、小調上）。在小調部分，一個尾聲出現結束這一樂章。
在發展部重複出現的一個主題被音樂學家注意到與《共和國戰歌》和《噢，兄弟們》的風格相似，但勃拉姆斯不太可能知道其中的任何一首讚美詩。
第二樂章
這首詼諧曲是奏鳴曲式，在D小調上，發展部插入了一個三重奏。 與勃拉姆斯說明的“詼諧曲的一小縷”相反，這是一個洶湧的樂章。鋼琴與樂隊介紹了主題，並在一個安靜的部分介入之前加以發展；此后不久，钢琴和管弦乐队进入了该主题的风雨如磐的发展阶段，然后才进入中心樂段（D大调）。中心樂段輕快，由全樂隊進入，之後是又一次安靜的部分；鋼琴在後融合進樂隊效果中，並重複中心樂段主題。開頭部分再一次返回，但變化很大。
詼諧曲的主題與數十年前勃拉姆斯的D調小夜曲的詼諧曲極為相似。
第三樂章
在暴風雨般的第二樂章結束後，平和的慢板樂章以ABA加尾聲的結構呈現。由大提琴在B♭大調上演奏出優雅的獨奏（共16小節）。 這在鋼琴協奏曲中廣泛運用大提琴獨奏是不同尋常的（這一想法可能來自克拉拉·舒曼的鋼琴協奏曲，其慢板樂章只譜寫了鋼琴與大提琴）。勃拉姆斯随后改写了大提琴的主题，并用赫曼·林格（Hermann Lingg）的歌词将其转变为一首歌，《我的沉睡越來越安靜（Immer leiser wird mein Schlummer）》（作品105，第2号）。在協奏曲中，大提琴在前三分鐘鋼琴進入之前演奏主題，然而，钢琴弹奏的较温和的旋律性乐句很快就变成了B♭小调的暴風雨般的主题。当风暴消退时，樂曲仍在小调中，钢琴弹奏出一个过渡動機走到F♯ 大調。在大提琴再次出現之前，鋼琴由這個錯誤的調性逐漸回到B♭大調。最後鋼琴與樂隊進行轉換，將主題結束在原始主調B♭大調上。鋼琴演奏出過度動機後，以大調快速進入中段，並最終建立最後的尾聲。
第四樂章
最後的樂章包括5個清晰明確的部分，分別介紹了5個不同的主題。
第一部分（1-64小節）展示了主題1和2。第一主題（也是最主要的）（1-8）由鋼琴先奏出，樂隊再重複。第二主題（16-20）同樣由鋼琴呈現，樂隊重複並加以擴展。最後似有發展的第一主題引出下一個部分。
第二部分（65-164）包括後面的三個主題。第三主題（65-73）由於獨特且大規模的小調設置，匈牙利的節奏，使其與之前有很大不同。第四主題（81-88）仍在小調上。第五主題（97-104）則在F大調上。這三個主題分別來回重複多次，使得這個部分像發展部。
第三部分（165-308）可看做第一部分的重現；在前兩個主題的基礎上，在201-205出現了引人注意的新元素，並在238-241重複。
第四部分（309-376）依此重複主題3，5和4。
最後部分，是尾聲，在第一主題基礎上建立，但甚至在398小節，勃拉姆斯展示了一個新元素，再次將主題在小進行曲之上改寫成三重節奏（一種早先他曾用來結束他的小提琴協奏曲手法），首先鋼琴演奏，樂隊呼應，這達成了在最終和弦之前鋼琴與樂隊的交換。
勃拉姆斯將迴旋曲式的奏鳴曲終樂章標註為優美的稍快板，儘管在鋼琴獨奏越來越壯麗的時候有所加快，但這從未形成一種具有威脅性的力量感。

## 外部連結
- 勃拉姆斯第2号钢琴协奏曲：国际乐谱典藏计划上的乐谱